# Arndt Meinhold
Arndt Meinhold (* 24. November 1941 in Scheibenberg; † 30. März 2025 in Naumburg (Saale)) war ein evangelischer Theologe, Alttestamentler und Hochschullehrer.

## Leben und Wirken
Arndt Meinhold studierte von 1960 bis 1965 evangelische Theologie an der Universität Leipzig. Von 1966 bis 1967 absolvierte er den waffenlosen Wehrersatzdienst als Bausoldat in der DDR-Armee. Eine Assistentur an der Universität Greifswald wurde ihm aus politischen Gründen verwehrt. Nach der Promotion 1971 bei Siegfried Wagner in Greifswald und der Habilitation 1990 in Leipzig mit einem Kommentar zum Sprüchebuch hatte er von 1977 bis zur Schließung im Sommer 1993 ein Hochschullehramt für Altes Testament und Biblisches Hebräisch am Katechetischen Oberseminar bzw. der Kirchlichen Hochschule Naumburg inne. 1982/83 und 1991/92 amtierte er als Rektor. Ab dem Wintersemester 1993/94 lehrte er bis zu seiner Emeritierung am Ende des Wintersemesters 2006/2007 als Professor für Altes Testament an der Theologischen Fakultät der Martin-Luther-Universität Halle-Wittenberg; hier war er 2000–2001 und 2004–2005 Prodekan. Er war langjähriger Mitherausgeber des Biblischen Kommentars Altes Testament und hat neben dem Sprüchebuch auch das Buch Esther sowie die Maleachischrift kommentiert.
Meinhold starb Ende März 2025 im Kreise seiner Familie in Naumburg. 

## Publikationen (Auswahl)
- Die Diasporanovelle: Eine alttestamentliche Gattung. Diss. theol., Ernst-Moritz-Arndt-Universität Greifswald, Greifswald 1971.
- Das Buch Esther. Zürcher Bibelkommentar. Altes Testament, Band 13, Zürich: Theologischer Verlag Zürich, 1983, ISBN 3-290-14733-9.
- Die Sprüche. Teil 1: Kapitel 1–15. Zürcher Bibelkommentar. Altes Testament, Band 16.1, Zürich: Theologischer Verlag Zürich, 1991, ISBN 3-290-10132-0.
- Die Sprüche. Teil 2: Kapitel 15–31. Zürcher Bibelkommentar. Altes Testament, Band 16.2, Zürich: Theologischer Verlag Zürich, 1991, ISBN 3-290-10135-5.
- Maleachi. Biblischer Kommentar. Band XIV/8, Lieferungen 1–3, Neukirchen-Vluyn: Neukirchener Verlag, 2000–2006, ISBN 978-3-7887-2192-3.
- Zur weisheitlichen Sicht des Menschen. Gesammelte Aufsätze. Herausgegeben von Thomas Neumann und Johannes Thon, Arbeiten zur Bibel und ihrer Geschichte (ABG) 6, Leipzig: Evangelische Verlagsanstalt, 2002, ISBN 3-374-01908-0.